# Platycheirus angustipes
Platycheirus angustipes är en tvåvingeart som först beskrevs av Goeldlin 1974.  Platycheirus angustipes ingår i släktet fotblomflugor, och familjen blomflugor.
Artens utbredningsområde är Schweiz. Inga underarter finns listade i Catalogue of Life.